# David Morris (sciatore)
David John Morris (Melbourne, 31 agosto 1984) è uno sciatore freestyle australiano, specialista dei salti.

## Biografia
In Coppa del Mondo ha esordito il 30 gennaio 2009 a Deer Valley (27º), ha ottenuto il primo podio il 18 gennaio 2013 a Lake Placid (3º) e la prima vittoria il 23 febbraio 2013 a Bukovel'.
In carriera ha partecipato a tre edizioni dei Giochi olimpici invernali, Vancouver 2010 (13º nei salti), Soči 2014 (2º nei salti) e Pyeongchang 2018 (10º nei salti), e a quattro dei Campionati mondiali (medaglia di bronzo a Sierra Nevada 2017 il miglior risultato).

## Palmarès

### Olimpiadi
- 1 medaglia:
  - 1 argento (salti a Soči 2014).

### Mondiali
- 1 medaglia:
  - 1 bronzo (salti a Sierra Nevada 2017).

### Coppa del Mondo
- Miglior piazzamento in classifica generale: 9º nel 2013.
- Miglior piazzamento nella Coppa del Mondo di salti: 2º nel 2013.
- 5 podi:
  - 1 vittoria
  - 1 secondo posto
  - 3 terzi posti

#### Coppa del Mondo - vittorie
| Data             | Luogo    | Paese   | Disciplina |
| ---------------- | -------- | ------- | ---------- |
| 23 febbraio 2013 | Bukovel' | Ucraina | AE         |

Legenda:

AE = salti